# 크리스티안 두고폴스키
크리스티안 두고폴스키(폴란드어: Krystian Długopolski, 1980년 8월 3일~)는 폴란드의 스키점프 선수이다. 1998년 나가노 올림픽에 폴란드 스키점프 최연소 선수로 참가하였으며, 3번의 유니버시아드에서 은메달 1개, 동메달 2개를 획득했다.

## 생애
마워폴스카주의 자코파네에서 노르딕 복합 선수이자 1972년, 1980년 동계 올림픽에 참가했던 카지미에시 두고폴스키의 아들로 태어났다. 1988년에 스키점프에 입문했으며, 1997년에 폴란드 스키점프 국가대표 선수로 발탁되어 2월에 노르웨이의 트론헤임에서 열린 세계 노르딕 스키 선수권 대회에 참가하여 개인전(K90)에서 44위에 올랐으며, 여름에는 스키점프 그랑프리에 참가하여 49위를 기록했다. 11월에 릴레함메르에서 열린 스키점프 월드컵에 참가하여 라지힐 개인전에서 50위를 했다. 이후 꾸준히 월드컵에 참가하였고, 1998년 2월에는 1998년 동계 올림픽 개최지인 일본의 나가노에서 열린 월드컵 라지힐 경기에서 28위를 하여 처음으로 월드컵 순위 30위 안에 들었다. 이후 올림픽 국가대표로도 활약하여 1998년 나가노 올림픽에 참가하여 폴란드의 최연소 올림픽 스키점프 참가 선수가 되었다. 두고폴스키는 노멀힐 경기에 출전하여 62위를 기록했다. 이후 1998년 3월에 슬로베니아와 노르웨이에서 열린 월드컵 경기에 참가하였고, 그 해 10월에는 자코파네에서 열린 폴란드 스키점프 선수권 대회에 참가하여 248점을 획득하여 2위인 로베르트 마테야를 14점차로 누르고 우승했다. 이후 1998년 12월과 1999년 1월에 이탈리아의 발디피엠메와 폴란드의 자코파네에서 열린 월드컵 경기에서 43위와 48위를 하였고, 1999년 여름에 독일과 일본에서 열린 스키점프 그랑프리 단체전 경기에 참가하여 각각 9위, 10위를 하였다.
이후 2001년 12월까지 국제 대회에 출전하지 않다가 스위스의 장크트모리츠에서 열린 컨티넨털컵을 통해 복귀하였으며, 복귀 경기인 노멀힐 종목에서 32위에 올랐다. 2002년 1월에는 스키점프 월드컵에도 복귀하여 자코파네에서 열린 월드컵에서 47위를 기록했다. 이후 1월 27일에 일본의 삿포로에서 열린 월드컵 단체전에서는 보이치에흐 타이네르, 그제고시 실리프카, 마르친 바흘레다와 함께 출전했으며, 참가국 11개국 중 네덜란드만을 제치고 10위를 기록했다. 2002년 2월 이후에는 2004년까지 컨티넨털컵에 집중하였고, 2003년 1월에는 이탈리아의 트라비시오에서 열린 동계 유니버시아드에 참가하였다. 두고폴스키는 노멀힐 개인전에서 대한민국의 강칠구와 오스트리아의 라인하르트 슈바르첸베르거의 뒤를 이어 3위를 하여 동메달을 획득했고, 우카시 크루체크와 실리프카와 함께 출전한 단체전에서도 대한민국과 슬로베니아의 뒤를 이어 3위에 오르며 두번째 동메달을 획득했다. 또, 라지힐 개인전에서는 6위를 기록했다.  2004년 1월에 슬로베니아의 플라니차에서 열린 컨티넨털컵에서는 자신의 최고 순위인 11위에 올랐다. 2004년 12월에는 4언덕 토너먼트 경기인 독일의 오버슈트도르프에서 열린 월드컵에 참가하여 28위에 올르며, 2004-2005 시즌 월드컵 포인트 획득에 성공했다. 2005년 1월에는 오스트리아의 인스브루크에서 열린 동계 유니버시아드에 폴란드 국가대표로 참가하여 노멀힐과 라지힐 개인전에서는 모두 8위를 기록했으며, 라파우 실리시와 바흘레다와 함께 출전한 단체전에서는 오스트리아팀을 누르고 슬로베니아의 뒤를 이어 2위로 은메달을 획득했다. 유니버시아드 이후 월드컵에서는 자코파네에서 열린 경기 2경기에 출전했으나 월드컵 포인트 취득에는 실패했다.
2005년 8월에는 독일의 힌터차르텐에서 열린 스키점프 그랑프리에 참가하여 단체전에서 6위를 하고 개인전 노멀힐에서도 6위에 올르며, 상위권에 올랐으나 2006년 1월에 자코파네에서 열린 자신의 마지막 월드컵 경기에서 48위를 기록하여 월드컵 포인트 취득에 실패하였다. 그러나 컨티넨털컵에서는 크게 활약하여 2006년 2월에 오스트리아의 빌라흐에서 열린 2005-2006 시즌 컨티넨털컵 개인전에서는 노르웨이의 모르텐 솔렘과 벨라루스의 막심 아니시마우와 함께 피오트르 지와의 뒤를 이어 공동 2위에 올랐다. 이후 2007년 1월에 자신의 세번째 유니버시아드인 토리노 유니버시아드에 참가하였으나 노멀힐 개인전 15위, 라지힐 개인전 16위에 그치고 크시슈토프 스티르출라, 토미스와프 타이네르와 함께 출전한 단체전도 일본에게 밀려 4위를 하며 메달 획득에 실패하였다. 이후 2007년 여름까지 컨티넨털컵에 폴란드 국가대표로 참가하였고, 2007년 8월 19일에 릴레함메르에서 열린 컨티넨털컵 경기에서 48위를 한 것을 마지막으로 은퇴를 선언했다.

## 기록

### 올림픽
| 년도 | 대회일   | 장소   | 종목   | 결과 | 메달 | 우승자        |
| ---- | -------- | ------ | ------ | ---- | ---- | ------------- |
| 1998 | 2월 11일 | 나가노 | 노멀힐 | 62위 | -    | 야니 소이니넨 |

### 세계 선수권 대회
개인전
| 년도 | 대회일   | 장소     | 종목   | 결과 | 메달 | 우승자      |
| ---- | -------- | -------- | ------ | ---- | ---- | ----------- |
| 1997 | 2월 22일 | 트론헤임 | 노멀힐 | 44위 | -    | 얀네 아호넨 |

단체전
| 년도 | 대회일   | 장소     | 종목          | 결과 | 메달 | 구성 선수                                       | 우승팀 |
| ---- | -------- | -------- | ------------- | ---- | ---- | ----------------------------------------------- | ------ |
| 1997 | 2월 27일 | 트론헤임 | 노멀힐 단체전 | 10위 | -    | 아담 마위시 로베르트 마테야 보이치에흐 스쿠피엔 | 핀란드 |

### FIS 월드컵
| 시즌    | 순위 | 포인트 |
| ------- | ---- | ------ |
| 1997-98 | 90위 | 3      |
| 2004-05 | 85위 | 3      |